# شينغو هودو
شينغو هودو (باليابانية: 兵藤 慎剛) (29 يوليو 1985 في ناغاساكي في اليابان – )؛ هو لاعب كرة قدم ياباني سابق كان يلعب كلاعب وسط.

## وصلات خارجية
- شينغو هودو على موقع الاتحاد الدولي (مؤرشف)  (الإنجليزية)
- شينغو هودو على موقع رابطة كرة القدم اليابانية للمحترفين (اليابانية)
- شينغو هودو على موقع قاعدة بيانات كرة القدم.إي يو (الإنجليزية)
- شينغو هودو على موقع Soccerway.com (الإنجليزية)
- شينغو هودو على موقع عالم كرة القدم.نت (الإنجليزية)
- شينغو هودو على موقع كووورة